# Daniel Collins
Daniel James Collins (Sydney, 7 ottobre 1970) è un ex canoista australiano.
Ha vinto una medaglia d'argento a Sydney 2000 e una di bronzo ad Atlanta 1996 nel K2 500 m, sempre in coppia con Andrew Trim.
È padre del canoista Jackson Collins.

## Palmarès
- Olimpiadi
  - Atlanta 1996: bronzo nel K2 500 m.
  - Sydney 2000: argento nel K2 500 m.

- Mondiali
  - 1993: bronzo nel K1 500 m.
  - 1994: argento nel K1 500 m.
  - 1997: oro nel K2 500 m.
  - 1999: bronzo nel K2 500 m.